# Carretera Federal 110
La carretera federal 110 es una carretera mexicana libre (de no cuota)  que recorre cuatro estados de los Estados Unidos Mexicanos.
La carretera se divide en secciones no continuas, siendo el más largo el que recorre desde Yurécuaro, Michoacán hasta Tecomán, Colima.
Hace intersección con la nueva autopista libre de La Barca-Sahuayo-Jiquilpan.

## Estados y Ciudades
Los estados que atraviesa son:

## Ciudades Principales
Las principales ciudades por las que la carretera 110 atraviesa son:
' Dolores Hidalgo Guanajuato'Sahuayo  Yurécuaro  La Barca Jiquilpan Mazamitla  Tecomán

## Las principales secciones son
- San Luis de la Paz, Guanajuato- Dolores Hidalgo, Guanajuato.
- Dolores Hidalgo, Guanajuato- Guanajuato, Guanajuato.
- Guanajuato, Guanajuato- Silao, Guanajuato.
- Silao, Guanajuato- Yurecuaro, Michoacán.

- Yurecuaro, Michoacán- La Barca, Jalisco.
- La Barca, Jalisco- Venustiano Carranza- Michoacán.
- Venustiano Carranza, Michoacán- Sahuayo, Michoacán.
- Sahuayo, Michoacán- Jiquilpan, Michoacán.
- Jiquilpan, Michoacán- Mazamitla, Jalisco
- Mazamitla, Jalisco- Tecomán, Colima.

- Datos: Q6825781
- Multimedia: Carretera Federal 110 / Q6825781